# Rio Flor do Prado
O rio Flor do Prado é um rio no estado de Mato Grosso, no Brasil, um afluente direito do rio Roosevelt.
A Estação Ecológica Rio Flor do Prado, com 8 517 hectares (21 000 acre(s)s), uma unidade ambiental totalmente protegida criada em 2003, fica na margem direita do rio.